# Adolfo Aristarain
Adolfo Aristarain (Parque Chas, Buenos Aires; 19 d'octubre de 1943) és un director i guionista de cinema argentí. Ha estat ajudant de direcció en més de 30 pel·lícules. Els seus films combinen la fermesa narrativa del cinema estatunidenc clàssic i els temes socials del cinema polític de l'Argentina. El 2003 se li va concedir la nacionalitat espanyola per carta de naturalesa.

## Biografia
Des de la seva infància ha estat un lector voraç i un cinèfil empedreït. Va estudiar anglès fins a convertir aquest idioma en la seva segona llengua. Respecte al cinema i la literatura, va decidir ser autodidacte. En l'adolescència va intentar ser contista i va fer un programa a Radio Nacional, en el qual llegia traduccions pròpies de Dylan Thomas.
Va tenir alguns acostaments al cinema com a muntador i sonista a Rio de Janeiro i com a ajudant de producció a Buenos Aires. Finalment, a l'inici dels anys setanta va començar a treballar com a ajudant de direcció de manera sistemàtica i professional. L'any 1967 es va radicar a Madrid i va tornar a Buenos Aires el 1974. Va continuar aprenent l'ofici del cinema treballant com a ajudant fins que, després de trenta llargmetratges assistint directors com Mario Camus, Vicente Aranda, Sergio Leone, Lewis Gilbert, Gordon Flemyng, Peter Collinson, Daniel Tinayre i Sergio Renán, va escriure un guió i va aconseguir realitzar la seva primera pel·lícula el 1978.
Va desenvolupar la seva tasca com a director, productor i guionista de cinema entre l'Argentina i Espanya, i esporàdicament als Estats Units. És membre de l'Acadèmia Espanyola i va ser vicepresident de Directores Argentinos Cinematográficos (DAC) durant els dos anys en què des d'aquesta entitat es va promoure l'actual Llei de Cinema. L'any 2003 li va ser atorgada la nacionalitat espanyola per Reial decret, en reconeixement de la seva aportació a la cultura iberoamericana.
Al llarg de la seva filmografia s'observa una certa repetició en els elencs, i hi apareixen en més d'una ocasió actors com Juan Diego Botto, Cecilia Roth, José Sacristán i, el més destacat, Federico Luppi, a qui sovint s'ha considerat com l'actor fetitxe d'Aristarain, malgrat que aquest últim sempre ho ha negat. En la dècada dels 80, Aristarain va declarar que els seus mestres eren John Ford, Howard Hawks, Raoul Walsh, Nicholas Ray i John Huston.
En diverses entrevistes, Aristarain ha parlat de les seves tres últimes obres, Martín (Hache), Lugares comunes (basada en la novel·la del seu cosí Lorenzo F. Aristarain) i Roma, com tres parts d'un mateix conjunt de pors.

## Filmografia

### Com a director
- La parte del león (1978)
- La playa del amor (1979)
- La discoteca del amor (1980)
- Tiempo de revancha (1981)
- Últimos días de la víctima (1982)
- The Stranger (1987)
- Un lugar en el mundo (1991)
- La ley de la frontera (1995)
- Martín (Hache) (1997)[4]
- Lugares comunes (2002)
- Roma (2004)

### Intèrpret
- Dar la cara (1962) ...Extra

### Assistent de direcció
- Una mujer (1975)
- Los superagentes biónicos (1977)
- La aventura explosiva (1977)
- Los superagentes y el tesoro maldito (1978)

### Segon assistent de direcció
- Muchachos impacientes (1966)
- La muchachada de a bordo (1967)
- La bestia desnuda (1971)

## Premis

### Premis Oscar
| Any  | Categoria                    | Pel·lícula           | Resultat |
| ---- | ---------------------------- | -------------------- | -------- |
| 1992 | Millor pel·lícula estrangera | Un lugar en el mundo | Candidat |

### Premis Goya
| Any  | Categoria                                     | Pel·lícula           | Resultat  |
| ---- | --------------------------------------------- | -------------------- | --------- |
| 2002 | Millor guió adaptat                           | Lugares comunes      | Guanyador |
| 1997 | Millor director                               | Martín (Hache)       | Candidat  |
| 1992 | Millor pel·lícula estrangera de parla hispana | Un lugar en el mundo | Guanyador |
| 2004 | Millor director                               | Roma                 | Candidat  |
| 2004 | Millor guió original                          | Roma                 | Candidat  |

### Festival Internacional de Cinema de Sant Sebastià
| Any  | Categoria         | Pel·lícula           | Resultat  |
| ---- | ----------------- | -------------------- | --------- |
| 2002 | Millor pel·lícula | Lugares comunes      | Candidat  |
| 2002 | Mejor guion       | Lugares comunes      | Guanyador |
| 1997 | Millor pel·lícula | Martín (Hache)       | Candidat  |
| 1992 | Millor pel·lícula | Un lugar en el mundo | Guanyador |

### Premis Cóndor de Plata
| Any  | Categoria            | Pel·lícula                 | Resultat  |
| ---- | -------------------- | -------------------------- | --------- |
| 1982 | Millor pel·lícula    | Tiempo de revancha         | Guanyador |
| 1982 | Millor director      | Tiempo de revancha         | Guanyador |
| 1982 | Millor guió original | Tiempo de revancha         | Guanyador |
| 1983 | Millor pel·lícula    | Últimos días de la víctima | Candidat  |
| 1983 | Millor director      | Últimos días de la víctima | Guanyador |
| 1983 | Millor guió adaptat  | Últimos días de la víctima | Guanyador |
| 1993 | Millor pel·lícula    | Un lugar en el mundo       | Guanyador |
| 1993 | Millor director      | Un lugar en el mundo       | Guanyador |
| 1993 | Millor guió original | Un lugar en el mundo       | Guanyador |
| 1998 | Millor pel·lícula    | Martín (Hache)             | Candidat  |
| 1998 | Millor director      | Martín (Hache)             | Guanyador |
| 1998 | Millor guió original | Martín (Hache)             | Candidat  |
| 2002 | Millor pel·lícula    | Lugares comunes            | Candidat  |
| 2002 | Millor director      | Lugares comunes            | Candidat  |
| 2002 | Millor guió adaptat  | Lugares comunes            | Candidat  |
| 2005 | Millor pel·lícula    | Roma                       | Guanyador |
| 2005 | Millor director      | Roma                       | Guanyador |
| 2005 | Millor guió original | Roma                       | Candidat  |

### Premi Konex
| Any  | Categoria                                                            | Resultat  |
| ---- | -------------------------------------------------------------------- | --------- |
| 1981 | Diploma al Mèrit: Millor Director de cinema de la història argentina | Guanyador |
| 1994 | Diploma al Mèrit: Millor Guionista de la dècada                      | Guanyador |
| 2001 | Konex de Platí: Millor Director de cinema de la dècada               | Guanyador |